# Mathias Mongenast
Mathias Mongenast (Diekirch, 12 de juliol de 1843 - Ciutat de Luxemburg, 10 de gener de 1926) fou un polític i jurista luxemburguès, primer ministre de Luxemburg durant vint-i-cinc dies del 12 d'octubre de 1915 al 6 de novembre de 1915, va ser també ministre d'Afers Exteriors durant la mateixa data. Havía estat ministre de Finances del 1882 al 1915 i va ser President del Consell d'Estat del 1916 al 1917.

## Honors
- Gran Creu de l'Orde de la Corona de Roure (promoció 1912)[2]